# 1978 год в музыке

## События
- В январе Sex Pistols дали свой финальный концерт (до воссоединения в 1996) в Winterland Ballroom, Сан-Франциско.
- Томми Рамон покидает группу Ramones. На его место приходит Марки Рамон.
- 12 марта в Лондоне состоялся фестиваль «Рок в оппозиции» давший начало одноимённому движению Rock in Opposition
- Евровидение в Париже.

## Хронология
- 14 января — Джо Дассен женился на фотографе Кристин Дельво.
- 28 января — Находясь в Филадельфии, Тед Ньюджент по просьбе одного из своих фанатов вырезал охотничьим ножом на его плече автограф со своим именем.
- 19 июля — «Dead Kennedys» отыграли свой первый дебютный концерт в ночном клубе «Мабухай Гарденс» (г. Сан-Франциско, шт. Калифорния).
- август — Алла Пугачёва одержала победу (гран-при «Янтарный соловей») на одном из самых престижных международных фестивалей «Интервидение-78» в Сопоте (Польша) с песней «Всё могут короли» (музыка Бориса Рычкова, слова Леонида Дербенёва).
- 8 — 13 декабря — «Boney M.» дали концерты в Москве, став первой иностранной группой, выступившей в Советском Союзе.

## Образовавшиеся группы
- Simple Minds
- Pulp
- Bambir
- Berlin
- Dead Kennedys
- Public Image Ltd
- The Plimsouls
- Visage
- Земляне

## Выпущенные альбомы
См. также категорию музыкальных альбомов 1978 года.

### Январь
- Зеркало души (Алла Пугачёва)

### Июнь
- The Cars (The Cars, 5 июня)
- Some Girls (The Rolling Stones, 10 июня)

### Июль
- More Songs About Buildings and Food (Talking Heads, 14 июля)

### Август
- Light My Fire (Baccara)

### Сентябрь
- Road to Ruin (Ramones, 21 сентября)
- Parallel Lines (Blondie, 23 сентября)

### Ноябрь
- Outlandos d'Amour (The Police, 2 ноября)
- No New York (Teenage Jesus & The Jerks, James Chance & The Contortions, Mars, DNA)
- Give ’Em Enough Rope (The Clash, 10 ноября)
- Jazz (Queen, 10 ноября)
- Incantations (Mike Oldfield, 24 ноября)

### Неточная дата
- 25 Years On (Hawkwind)
- Ace Frehley (Kiss)
- Adolescent Sex (Japan)
- Adventure (Television)
- All Mod Cons (The Jam)
- …And Then There Were Three (Genesis)
- Animal Games (London)
- Another Music in a Different Kitchen (Buzzcocks)
- Bad Boy (Ринго Старр)
- Breathless (Camel)
- Chairs Missing (Wire)
- Darkness on the Edge of Town (Брюс Спрингстин)
- David Gilmour (соло-альбом Дэвида Гилмора, гитариста Pink Floyd)
- Deine Zärtlichkeit (София Ротару)
- Easter (Patti Smith Group)
- Eternally Yours (The Saints)
- The Feeding of the 5000 (Crass)
- From the Inside (Элис Купер)
- Gene Simmons (Kiss)
- Germ Free Adolescents (X-Ray Spex)
- Geppo il folle (Адриано Челентано)
- Giant for a Day (Gentle Giant, студийный, Chrysalis)
- Heavy Horses (Jethro Tull)
- If You Want Blood You’ve Got It (AC/DC)
- Infinity (Journey)
- Kaya (Bob Marley and the Wailers)
- Level Headed (Sweet)
- Live and Dangerous (Thin Lizzy)
- London Town (Wings)
- Long Live Rock'n'Roll (Rainbow)
- Love Bites (Buzzcocks)
- The Man Machine (Kraftwerk, LP, EMI, май)
- Misfits (The Kinks)
- The Modern Dance (Pere Ubu)
- Music For Films (Брайан Ино)
- Nervous Breakdown (EP) (Black Flag)
- Never Say Die! (Black Sabbath)
- Nightflight to Venus (Boney M)
- Obscure Alternatives (Japan)
- Paul Stanley (Kiss)
- Peter Criss (Kiss)
- Powerage (AC/DC)
- Prehistoric Sounds (The Saints)
- The Scream (Siouxsie and the Banshees)
- So Alone (Джонни Сандерс)
- Stained Class (Judas Priest)
- Killing Machine (Judas Priest)
- Street Hassle (Лу Рид)
- Street Legal (Боб Дилан)
- That’s Life (Sham 69)
- Tell Us the Truth (Sham 69)
- Ti avrò (Адриано Челентано)
- Tormato (Yes)
- Toto (Toto)
- Trouble (Whitesnake)
- U.K. (UK, LP)
- «X.» (Klaus Schulze)

## Лучшие песни года
- «I Wanna Be Sedated» (The Ramones)
- «Heart of Glass» и «One Way or Another» (обе — Blondie)
- «Roxanne» и «So Lonely» (обе — The Police)
- «Just What I Needed» (The Cars)
- «Take Me to the River» (Talking Heads)
- «Da Ya Think I’m Sexy?» (Род Стюарт)
- «Beast of Burden» и «Miss You» (обе — Rolling Stones)
- «I Will Survive» (Глория Гэйнор)

## Продажи
- Самый продаваемый альбом в США и Великобритании — саундтрек к фильму «Лихорадка субботнего вчера» (Bee Gees)
- Самый продаваемый сингл в США (Billboard Hot 100) — «Shadow Dancing» (Энди Гибб)
- Самый продаваемый сингл в Великобритании — «Rivers of Babylon» (Boney M)

## Награды
- «Грэмми» за альбом года — Bee Gees за саундтрек «Saturday Night Fever»
- «Грэмми» за запись года — Билли Джоэл за «Just the Way You Are»
- «Грэмми» за песню года — Билли Джоэл за «Just the Way You Are»

### Зал славы кантри
- Грандпа Джонс[англ.][1]

## Родились
- 5 января — Bugz (ум. 1999) — американский рэпер, участник группы D12.
- 18 марта — Пётр «Magik» Лущ (ум. 2000) — польский рэпер, участник групп Kaliber 44 и Paktofonika.
- 21 марта — Винт (ум. 2021) — российский рэпер, участник группы «Ю.Г.».
- 8 мая — Гио Пика – российский рэпер.
- 29 июня — Николь Шерзингер — американская певица, танцовщица и автор песен, участница группы Pussycat Dolls.
- 2 июля — Диана Гурцкая — российская певица.
- 17 июля  — Тревор МакНивен — вокалист и основатель группы Thousand Foot Krutch.
- 20 июля — Рикардо Араухо  — колумбийский дирижёр, композитор и пианист.
- 22 июля — Ирина Ортман — российская певица и телеведущая.
- 9 июня — Мэттью Беллами — британский певец, музыкант и композитор, вокалист, гитарист и клавишник группы Muse.
- 7 августа — Юлия Чичерина — российская певица.
- 17 сентября — Ник Кордеро (ум. 2020) — канадский актёр и рок-музыкант.
- 27 сентября
  - Наталья Власова — российская певица.
  - Ани Лорак — украинская певица.
  - Пастора Солер — испанская певица.
- 1 октября — Марина Симановская (ум. 2002) — российская хип-хоп-исполнительница и автор песен.
- 14 октября — Ашер — американский певец, автор песен и танцор.
- 27 октября
  - Дмитрий Коган (ум. 2017) — российский скрипач
  - Ванесса Мэй — британская скрипачка, композитор и певица.
- 2 декабря
  - Крис Уолстенхолм — британский музыкант и композитор, басист и бэк-вокалист группы Muse.
  - Нелли Фуртадо — канадская певица, автор песен и музыкальный продюсер.
- 17 декабря — Влади — российский рэпер, глава лейбла Respect Production, участник группы «Каста».

## Скончались
- 7 января – Альфред фон Бекерат (76) — немецкий композитор, дирижёр и музыковед
- 23 января — Терри Кэт[англ.] (31) — американский музыкант и автор песен, основатель, вокалист и гитарист группы Chicago
- 22 февраля — Аваси (82) — советский армянский ашуг
- 5 марта — Чезаре Андреа Биксио (81) — итальянский композитор и автор песен
- 23 марта — Билл Кенни[англ.] (63) — американский певец, вокалист группы The Ink Spots
- 30 апреля — Лиана Августин (49) — австрийская певица и актриса немецкого происхождения
- 1 мая — Арам Хачатурян (74) — армянский советский композитор, дирижёр, педагог и музыкально-общественный деятель
- 19 июня — Мэйбл Уэйн[англ.] (87) — американский автор песен
- 29 июля — Глен Гойнз[англ.] (24) — американский музыкант, вокалист и гитарист группы Parliament-Funkadelic
- 15 августа — Михаил Попов (78) — болгарский оперный певец (бас)
- 5 сентября — Джо Негрони[англ.] (37) — американский певец, вокалист группы The Teenagers
- 7 сентября — Кит Мун (32) — британский музыкант, барабанщик группы The Who
- 12 октября — Нэнси Спанджен (20) — американская групи, девушка басиста группы Sex Pistols Сида Вишеса